# Hugo Falcandus
Hugo Falcandus, (sicilsky Hugo Falcandus) byl italský historik, který ve svém díle Liber de Regno Sicilie kriticky zaznamenal situaci v Sicilském království následující po smrti krále Rogera. Ve svém díle sleduje konkrétně léta 1154-1169, vládu krále Viléma I. a jeho syna Viléma II. a věnuje se vnitřní politice království. Vyznačuje se velmi nízkým míněním o většině svých současníků a předem předpokládá nedobré záměry.
Jeho dílo by nemělo být z důvodu podrobného popisu tehdejších reálií přehlédnuto, jako jedinečného pramene jej cení britský historik John Julius Norwich.